# Mohammad asch-Schalhub
Mohammad asch-Schalhub (arabisch محمد الشلهوب, DMG Muḥammad aš-Šalhūb, nach englischer Umschrift Mohammad Al-Shalhoub; * 8. Dezember 1980 in Mekka) ist ein saudi-arabischer ehemaliger Fußballnationalspieler.

## Karriere

### Verein
asch-Schalhub ist ein torgefährlicher Mittelstürmer mit Spielmacherqualitäten und spielt seit 1998 in der saudi-arabischen Hauptstadt Riad beim Spitzenclub al-Hilal. Dort wurde er bereits dreimal nationaler Meister und viermal Pokalsieger und 2000 gewann man sogar die asiatische Vereinsmeisterschaft, den Asian Champions’ Cup.

### Nationalmannschaft
Mit 19 Jahren gab er 2000 sein Debüt in der saudi-arabischen Nationalmannschaft. Und schon bei seinem ersten Turnier, der Asienmeisterschaft 2000, machte er durch drei Tore im Spiel gegen Usbekistan von sich reden. Seitdem kommt er regelmäßig bei wichtigen Turnieren für sein Land zum Einsatz. Nach 2002 war er bei der Fußball-Weltmeisterschaft 2006 in Deutschland zum zweiten Mal bei einer WM im Aufgebot Saudi-Arabiens dabei.
Mit 1,63 m Körpergröße war er 2002 der kleinste WM-Teilnehmer aller Länder. Sein 100. Länderspiel bestritt er am 1. April 2009 im WM-Qualifikationsspiel gegen die 
Vereinigten Arabischen Emirate. Die Saudis scheiterten letztlich in der 5. Runde am Bahrain durch ein torloses Auswärtsremis und ein 2:2 im Heimspiel. Er wurde in den Spielen aber nicht eingesetzt. Ende Februar 2012 bestritt er noch ein Spiel in der Qualifikation für die WM 2014, das mit 2:4 gegen Australien verloren wurden, wodurch die Saudis auch die WM 2014 verpassten.  Sechs Jahre später bestritt er dann noch ein letztes Länderspiel.

## Statistik

### Stationen
- Al-Hilal (seit 1998)

### Einsätze
(Stand 28. Februar 2018)
- 118 Einsätze für die saudi-arabische Nationalmannschaft (19 Tore)

### Titel/Erfolge
- Asian-Champions’-Cup-Sieger: 2000
- Asian-Cup-Winners’-Cup-Sieger: 2002
- Asian-Super-Cup-Sieger: 2000
- Saudi-arabischer Meister: 1998, 2002, 2005
- Saudi-arabischer Pokalsieger: 2000, 2003, 2005, 2006

### Auszeichnungen
- Saudi Professional League: Torschützenkönig: 2009/10